# 301 Bavaria
301 Bavaria eller 1928 DH1 är en asteroid i huvudbältet, som upptäcktes den 16 november 1890 av den österrikiske astronomen Johann Palisa. Asteroiden namngavs senare efter den Bayern, som har det latinska namnet Bavaria. Det skedde för att uppmärksamma Astronomische Gesellschaft, vars möte i augusti 1891 hölls i München, i Bayern.
Bavarias senaste periheliepassage skedde den 12 augusti 2019.[Uppdatering behövs] Dess rotationstid har beräknats till 12,25 timmar.